# V419 Cephei
Désignations
V419 Cephei (BD+59 2342 ou HIP 104719) est une étoile variable de la constellation de Céphée, de magnitude apparente moyenne 6,62. Elle est l'une des plus grandes étoiles connues. Son rayon fait entre 590 et 1094 R☉.

## Distance
Du fait de sa distance, la parallaxe de V419 Cephei mesurée par Hipparcos de 0,63 ± 0,29 milliseconde d'arc n'est pas assez précise pour calculer sa distance. Sa distance la plus probable est de 1085 ± 320 parsecs, soit 3540 ± 1035 années-lumière. Elle est membre de l'association stellaire Cepheus OB2-A. Gaia DR2 lui donne une parallaxe mesurée de 1,0342 ± 0,1022 mas, ce qui correspond à une distance de 966,931 ± 95,553 pc (∼3 150 al), en accord (considérant les marges d'erreur) avec celle précédemment indiquée.

## Caractéristiques
V419 Cephei est une supergéante rouge de type spectral M2I avec une température effective de 3700 K. Elle a un diamètre théorique de 590 diamètres solaires. Des mesures de diamètre angulaire en bande K donnent une valeur de 5,90 ± 0,70 millisecondes d'arc, ce qui conduit à un diamètre légèrement plus élevé, bien que l'incertitude sur sa distance doive aussi être prise en compte. Elle a un rayon de 2,7 ua. Si elle était placée à la position du Soleil, elle engloberait les orbites de Mercure, de Vénus, de la Terre, de Mars et en gros de la moitié de la ceinture d'astéroïdes. Malgré sa grande taille, elle est beaucoup plus petite que les deux supergéantes connues dans cette constellation, Mu Cephei et VV Cephei A.
V419 Cephei a une masse de 16,6 M☉, au-dessus de la limite à laquelle les étoiles finissent leur vie en supernova. La vie de telles étoiles massives est très courte. Malgré son état d'évolution avancé, V419 Cephei est âgée de seulement 10 millions d'années.
Classée comme étoile variable irrégulière de type LC, la luminosité de V419 Cephei varie de 0,27 magnitude.